# Phaeoura utahensis
Phaeoura utahensis är en fjärilsart som beskrevs av Samuel E. Cassino och Louis W. Swett 1923. Phaeoura utahensis ingår i släktet Phaeoura och familjen mätare. Inga underarter finns listade i Catalogue of Life.